# Intuition
"Intuition" es la canción de apertura de la segunda mitad del álbum Mind games. Es una canción upbeat rara de John Lennon, en alabanza a la positividad.

## Personal
Los músicos que realizaron en la grabación original fueron los siguientes:
- John Lennon: voz principal, guitarra
- David Spinozza: guitarra
- Peter E 'Sneaky Pete' Kleinow: guitarra steel
- Ken Ascher: keyboards
- Michael Brecker: saxofón
- Gordon Edwards: bajo eléctrico
- Jim Keltner: Batería